# EHF Cup Winners’ Cup
De EHF Cup Winners’ Cup (Nederlands: EHF Beker voor Bekerwinnaars) was het op een na hoogst aangeschreven Europese handbaltoernooi voor clubteams, dat van 1993 tot 2016 (heren: 2012) jaarlijks georganiseerd werd door de Europese handbalfederatie (EHF). Het toernooi was minder prestigieus dan de Champions League, maar belangrijker dan de EHF Cup en de Challenge Cup. Voor 1993 werd het georganiseerd door de Internationale Handbalfederatie (IHF), vanaf 1976 voor herenteams en vanaf 1977 ook voor damesteams. Sinds het seizoen 2012/13 is de herencompetitie samengevoegd met de EHF Cup, in het seizoen 2016/17 is de damescompetitie samengevoegd met de EHF Cup.

## Deelname
Aan de Cup Winners’ Cup mochten de bekerwinnaars van de bij de EHF aangesloten nationale bonden deelnemen, die afhankelijk van hun positionering op de EHF Ranglijst in verschillende fases van het toernooi instromen. In het herentoernooi stromen in de 1/8 finales bovendien acht teams in die na de groepsfase van EHF Champions League in dat toernooi uitgespeeld zijn. In het damestoernooi stromen op gelijke wijze en in dezelfde fase van het toernooi vier teams in.

## Toernooiopzet
Zowel bij de heren als de dames wordt er een Knock-outsysteem gebruik. Teams spelen zowel thuis- als uitwedstrijden om te beslissen wie door mag gaan naar de volgende ronde.

## Winnaars
| Heren                                          | Heren                                          | Heren                                          | Heren                                          | Heren                                          |                                                | Dames                                          | Dames                 | Dames       | Dames                      | Dames             |
| Seizoen                                        | Winnaar                                        | Score                                          | Score                                          | Finalist                                       | Seizoen                                        | Winnaar                                        | Score                 | Score       | Finalist                   |                   |
| ---------------------------------------------- | ---------------------------------------------- | ---------------------------------------------- | ---------------------------------------------- | ---------------------------------------------- | ---------------------------------------------- | ---------------------------------------------- | --------------------- | ----------- | -------------------------- | ----------------- |
| 1975/76                                        | BM Granollers                                  | 21–21                                          | 26–24                                          | GW Dankersen                                   |                                                | Geen editie                                    | Geen editie           | Geen editie | Geen editie                | Geen editie       |
| 1976/77                                        | MAI Moskou                                     | 18–17                                          | 18–17                                          | Magdeburg                                      | 1976/77                                        | TSC Berlin                                     | 18–15                 | 18–15       | Spartak Baku               |                   |
| 1977/78                                        | VfL Gummersbach                                | 15–13                                          | 15–13                                          | RK Železničar                                  | 1977/78                                        | FTC Boedapest                                  | 18–17                 | 18–17       | SC Leipzig                 |                   |
| 1978/79                                        | VfL Gummersbach                                | 15–18                                          | 15–11                                          | Magdeburg                                      | 1978/79                                        | TSC Berlin                                     | 20–15                 | 20–15       | Ferencvárosi               |                   |
| 1979/80                                        | CB Alicante                                    | 16–18                                          | 20–15                                          | VfL Gummersbach                                | 1979/80                                        | Iskra Partizánske*                             | 16–16                 | 16–16       | Lokomotiva Zagreb          |                   |
| 1980/81                                        | TuS Nettelstedt                                | 16–18                                          | 17–14                                          | Empor Rostock                                  | 1980/81                                        | BP Kőbánya Spartacus                           | 18–17                 | 22–17       | Bane Sekulić Sombor        |                   |
| 1981/82                                        | SC Empor Rostock                               | 22–18                                          | 14–17                                          | Dukla Praag                                    | 1981/82                                        | RK Osijek                                      | 27–21                 | 27–17       | Budapesti Spartacus        |                   |
| 1983/83                                        | SKA Minsk                                      | 24–26                                          | 34–22                                          | Steaua București                               | 1983/83                                        | RK Osijek                                      | 21–27                 | 25–19       | Magdeburg                  |                   |
| 1983/84                                        | Barcelona                                      | 24–21                                          | 24–21                                          | Sloga Doboj                                    | 1983/84                                        | Dalma Split                                    | 26–15                 | 22–18       | TJ Gottwaldow              |                   |
| 1984/85                                        | Barcelona                                      | 23–30                                          | 27–20                                          | CSKA Moskou                                    | 1984/85                                        | Budućnost Titograd                             | 33–18                 | 22–18       | Drustevnik Topolniki       |                   |
| 1985/86                                        | Barcelona                                      | 20–18                                          | 19–21                                          | TV Grosswallstadt                              | 1985/86                                        | Radnički Belgrado                              | 24–25                 | 27–23       | VfL Engelskirchen          |                   |
| 1986/87                                        | CSKA Moskou                                    | 16–18                                          | 22–17                                          | Amicitia Zürich                                | 1986/87                                        | Koeban Krasnodar                               | 21–17                 | 23–23       | Berliner TSC               |                   |
| 1987/88                                        | SKA Minsk                                      | 21–24                                          | 27–15                                          | TV Grosswallstadt                              | 1987/88                                        | Koeban Krasnodar                               | 28–17                 | 20–20       | Vasas                      |                   |
| 1988/89                                        | TUSEM Essen                                    | 16–17                                          | 19–16                                          | US Créteil Handball                            | 1988/89                                        | Ştiința Bacău                                  | 25–25                 | 22–19       | Koeban Krasnodar           |                   |
| 1989/90                                        | CB Santander                                   | 22–24                                          | 23–18                                          | HK Drott Halmstad                              | 1989/90                                        | Rostselmasch Rostov                            | 17–21                 | 28–18       | Debreceni                  |                   |
| 1990/91                                        | TSV Milbertshofen                              | 15–20                                          | 24–16                                          | CD Bidasoa                                     | 1990/91                                        | Radnički Belgrado                              | 17–20                 | 28–16       | Spartak Kyiv               |                   |
| 1991/92                                        | Veszprém                                       | 24–14                                          | 27–20                                          | TSV Milbertshofen                              | 1991/92                                        | Radnički Belgrado                              | 24–19                 | 21–26       | Debreceni                  |                   |
| 1992/93                                        | OM Vitrolles                                   | 23–22                                          | 23–21                                          | Veszprém                                       | 1992/93                                        | TV Lützellinden                                | 23–21                 | 25–22       | Rostov-Don                 |                   |
| 1993/94                                        | Barcelona                                      | 20–23                                          | 26–14                                          | OM Vitrolles                                   | 1993/94                                        | TuS Walle Bremen                               | 21–23                 | 24–21       | Ferencvárosi               |                   |
| 1994/95                                        | Barcelona                                      | 31–24                                          | 26–22                                          | GOG                                            | 1994/95                                        | Dunaferr SE                                    | 23–25                 | 26–18       | TV Giessen-Lützellinden    |                   |
| 1995/96                                        | TBV Lemgo                                      | 24–19                                          | 25–26                                          | CB Santander                                   | 1995/96                                        | TV Lützellinden                                | 28–19                 | 22–22       | Lokomotiva Zagreb          |                   |
| 1996/97                                        | Bidasoa Irún                                   | 24–19                                          | 17–19                                          | Veszprém                                       | 1996/97                                        | Isotechnik Rostov                              | 25–18                 | 24–24       | VfB Leipzig                |                   |
| 1997/98                                        | CB Santander                                   | 30–15                                          | 26–24                                          | HSG Dutenhofen/Münchholzhausen                 | 1997/98                                        | Bækkelagets SK                                 | 23–23                 | 28–17       | Lokomotiva Zagreb          |                   |
| 1998/99                                        | Ademar León                                    | 19–20                                          | 32–23                                          | CB Santander                                   | 1998/99                                        | Bækkelagets SK                                 | 26–13                 | 24–22       | Ferrobus Mislata Tortajada |                   |
| 1999/00                                        | SDC San Antonio                                | 28–19                                          | 20–26                                          | Dunaújváros FC                                 | 1999/00                                        | Mar Valencia                                   | 31–24                 | 31–30       | Kuban Krasnodar            |                   |
| 2000/01                                        | Flensburg-Handewitt                            | 32–25                                          | 19–24                                          | Ademar León                                    | 2000/01                                        | Motor Saporischschja                           | 26–20                 | 23–18       | Nordstrand 2000, Oslo      |                   |
| 2001/02                                        | BM Ciudad Real                                 | 31–22                                          | 27–32                                          | SG Flensburg-Handewitt                         | 2001/02                                        | GK Lada Togliatti                              | 27–32                 | 28–20       | SCM Râmnicu Vâlcea         |                   |
| 2002/03                                        | BM Ciudad Real                                 | 33–27                                          | 24–24                                          | Redbergslids IK                                | 2002/03                                        | ESBF Besançon                                  | 27–30                 | 20–15       | Spartak Kyiv               |                   |
| 2003/04                                        | SDC San Antonio                                | 31–30                                          | 30–26                                          | BM Valladolid                                  | 2003/04                                        | Ikast-Bording EH                               | 30–35                 | 36–22       | Hypo Niederösterreich      |                   |
| 2004/05                                        | Ademar León                                    | 37–25                                          | 31–25                                          | Zagreb                                         | 2004/05                                        | Larvik HK                                      | 31–26                 | 37–27       | Podravka Koprivnica        |                   |
| 2005/06                                        | Medvedi Tschechov                              | 29–36                                          | 32–24                                          | BM Valladolid                                  | 2005/06                                        | ŽRK Budućnost                                  | 25–25                 | 26–23       | Győri ETO KC               |                   |
| 2006/07                                        | HSV Hamburg                                    | 28–24                                          | 33–37                                          | Ademar León                                    | 2006/07                                        | CS Râmnicu Vâlcea                              | 30–24                 | 29–29       | Byåsen IL                  |                   |
| 2007/08                                        | Veszprém                                       | 37–32                                          | 28–28                                          | Rhein-Neckar Löwen                             | 2007/08                                        | Larvik HK                                      | 25–21                 | 25–19       | Urban Braşov               |                   |
| 2008/09                                        | BM Valladolid                                  | 31–30                                          | 24–23                                          | HSG Nordhorn                                   | 2008/09                                        | FCK Handbold                                   | 21–23                 | 26–21       | Larvik HK                  |                   |
| 2009/10                                        | VfL Gummersbach                                | 34–25                                          | 33–37                                          | BM Granollers                                  | 2009/10                                        | ŽRK Budućnost                                  | 23–20                 | 18–16       | KIF Kolding                |                   |
| 2010/11                                        | VfL Gummersbach                                | 30–28                                          | 26–26                                          | Tremblay en France                             | 2010/11                                        | Ferencvárosi                                   | 34–29                 | 23–23       | CB Mar Alicante            |                   |
| 2011/12                                        | Flensburg-Handewitt                            | 34–33                                          | 32–28                                          | VfL Gummersbach                                | 2011/12                                        | Ferencvárosi                                   | 31–30                 | 31–30       | Viborg HK                  |                   |
| Geen edities meer, samengevoegd met de EHF Cup | Geen edities meer, samengevoegd met de EHF Cup | Geen edities meer, samengevoegd met de EHF Cup | Geen edities meer, samengevoegd met de EHF Cup | Geen edities meer, samengevoegd met de EHF Cup | Geen edities meer, samengevoegd met de EHF Cup | 2012/13                                        | Hypo Niederösterreich | 30–22       | 31–21                      | Issy-Paris Hand   |
| Geen edities meer, samengevoegd met de EHF Cup | Geen edities meer, samengevoegd met de EHF Cup | Geen edities meer, samengevoegd met de EHF Cup | Geen edities meer, samengevoegd met de EHF Cup | Geen edities meer, samengevoegd met de EHF Cup | Geen edities meer, samengevoegd met de EHF Cup | 2013/14                                        | Viborg HK             | 31–22       | 24–23                      | Zvezda Zvenigorod |
| Geen edities meer, samengevoegd met de EHF Cup | Geen edities meer, samengevoegd met de EHF Cup | Geen edities meer, samengevoegd met de EHF Cup | Geen edities meer, samengevoegd met de EHF Cup | Geen edities meer, samengevoegd met de EHF Cup | Geen edities meer, samengevoegd met de EHF Cup | 2014/15                                        | Midtjylland Håndbold  | 22–23       | 24–19                      | Fleury Loiret     |
| Geen edities meer, samengevoegd met de EHF Cup | Geen edities meer, samengevoegd met de EHF Cup | Geen edities meer, samengevoegd met de EHF Cup | Geen edities meer, samengevoegd met de EHF Cup | Geen edities meer, samengevoegd met de EHF Cup | Geen edities meer, samengevoegd met de EHF Cup | 2015/16                                        | Team Tvis Holstebro   | 31–27       | 30–25                      | Lada              |
| Geen edities meer, samengevoegd met de EHF Cup | Geen edities meer, samengevoegd met de EHF Cup | Geen edities meer, samengevoegd met de EHF Cup | Geen edities meer, samengevoegd met de EHF Cup | Geen edities meer, samengevoegd met de EHF Cup | Geen edities meer, samengevoegd met de EHF Cup | Geen edities meer, samengevoegd met de EHF Cup |                       |             |                            |                   |

- Dik gebruikte stand is de stand van de winnende ploeg.
- = gewonnen met 7m's.

## Belgische teams in de Cup Winners’ Cup
| Seizoen | Club                   | Resultaat     |
| ------- | ---------------------- | ------------- |
| 1993/94 | Extran Beyne           | 1/8 finale    |
| 1994/95 | Sporting Neerpelt      | 1/16 finale   |
| 1995/96 | V&F Sasja HC Antwerpen | 1/16 finale   |
| 1996/97 | HC Herstal Liege       | 1/8 finale    |
| 1997/98 | Sporting Neerpelt      | 1/16 finale   |
| 1998/99 | Olse Merksem           | 1/16 finale   |
| 1999/00 | HC Eynatten G.o.E.     | 1/16 finale   |
| 2000/01 | HC Tongeren            | Ronde 3       |
| 2001/02 | Sporting Neerpelt      | Ronde 3       |
| 2002/03 | Sporting Neerpelt      | Ronde 3       |
| 2003/04 | Initia HC Hasselt      | Ronde 2       |
| 2004/05 | HK Tongeren            | Ronde 2       |
| 2005/06 | KV Sasja HC            | Ronde 2       |
| 2006/07 | Geen deelname          | Geen deelname |
| 2007/08 | Geen deelname          | Geen deelname |
| 2008/09 | United HC Tongeren     | Ronde 1       |
| 2009/10 | United HC Tongeren     | Ronde 3       |
| 2010/11 | Geen deelname          | Geen deelname |
| 2011/12 | United HC Tongeren     | Ronde 3       |

| Seizoen | Club                         | Resultaat     |
| ------- | ---------------------------- | ------------- |
| 1993/94 | Apolloon Kortrijk            | 1/16 finale   |
| 1994/95 | Handball Femina Vise         | 1/16 finale   |
| 1995/96 | DHC Meeuwen                  | 1/16 finale   |
| 1996/97 | Handball Femina Vise         | 1/16 finale   |
| 1997/98 | Arena Prijzenklopper Hechtel | 1/16 finale   |
| 1998/99 | Geen deelname                | Geen deelname |
| 1999/00 | Sporting Neerpelt            | 1/16 finale   |
| 2000/01 | Handball Femina Vise         | Ronde 3       |
| 2001/02 | Geen deelname                | Geen deelname |
| 2002/03 | Geen deelname                | Geen deelname |
| 2003/04 | Handball Femina Vise         | Ronde 2       |
| 2004/05 | Geen deelname                | Geen deelname |
| 2005/06 | Sporting Neerpelt            | Ronde 2       |
| 2006/07 | DHW Antwerpen                | Ronde 2       |
| 2007/08 | DHW Antwerpen                | Ronde 2       |
| 2008/09 | Geen deelname                | Geen deelname |
| 2009/10 | Geen deelname                | Geen deelname |
| 2010/11 | HB Sint-Truiden              | Ronde 2       |
| 2011/12 | Initia Hasselt               | Ronde 1       |
| 2012/13 | Geen deelname                | Geen deelname |
| 2013/14 | Geen deelname                | Geen deelname |
| 2014/15 | Geen deelname                | Geen deelname |
| 2015/16 | Geen deelname                | Geen deelname |

## Nederlandse teams in de Cup Winners’ Cup
| Seizoen | Club                   | Resultaat     |
| ------- | ---------------------- | ------------- |
| 1975/76 | AHC '31 Amsterdam      | 1/4 finale    |
| 1976/77 | PSV Eindhoven          | 1/8 finale    |
| 1977/78 | Hermes Den Haag        | 1/8 finale    |
| 1978/79 | Blauw Wit Beek         | 1/8 finale    |
| 1979/80 | Blauw Wit Beek         | 1/8 finale    |
| 1980/81 | Sittardia              | 1/8 finale    |
| 1981/82 | Sittardia              | 1/8 finale    |
| 1982/83 | De Gazellen Doetinchem | 1/8 finale    |
| 1983/84 | De Gazellen Doetinchem | Ronde 1       |
| 1984/85 | Sittardia              | Ronde 1       |
| 1985/86 | Herschi/V&L            | 1/8 finale    |
| 1986/87 | Blauw Wit              | 1/8 finale    |
| 1987/88 | HV Aalsmeer            | 1/8 finale    |
| 1988/89 | Haka/Emmen             | 1/8 finale    |
| 1989/90 | HV Aalsmeer            | 1/8 finale    |
| 1990/91 | Hermes Den Haag        | 1/8 finale    |
| 1991/92 | Eagle/Hermes Den Haag  | Ronde 1       |
| 1992/93 | VGZ/Sittardia          | Ronde 1       |
| 1993/94 | Revival/Blauw-Wit      | 1/8 finale    |
| 1994/95 | Hirschmann/V&L Geleen  | 1/8 finale    |
| 1995/96 | Horn/Sittardia         | 1/16 finale   |
| 1996/97 | Thrifty/Aalsmeer       | 1/16 finale   |
| 1997/98 | ANOVA/E&O Emmen        | 1/8 finale    |
| 1998/99 | Showbizcity/Aalsmeer   | 1/8 finale    |
| 1999/00 | HV Emmen & Omstreken   | 1/16 finale   |
| 2000/01 | HVM/Tachos             | Ronde 3       |
| 2001/02 | Primaz/Sittardia       | Ronde 3       |
| 2002/03 | De Groot Groep/E&O     | Ronde 3       |
| 2003/04 | De Groot Groep/E&O     | Ronde 2       |
| 2004/05 | Bevo HC Panningen      | Ronde 2       |
| 2005/06 | Axias/Tachos           | Ronde 2       |
| 2006/07 | Geen deelname          | Geen deelname |
| 2007/08 | Eurotech/Bevo HC       | Ronde 2       |
| 2008/09 | FIQAS/Aalsmeer         | Ronde 2       |
| 2009/10 | KRAS/Volendam          | Ronde 3       |
| 2010/11 | FIQAS/Aalsmeer         | Ronde 3       |
| 2011/12 | Kremer/Hurry-UP        | Ronde 3       |

| Seizoen | Club                        | Resultaat   |
| ------- | --------------------------- | ----------- |
| 1993/94 | ADB/V&L Geleen              | 1/16 finale |
| 1994/95 | TKS Saturnes                | 1/8 finale  |
| 1995/96 | De Volewijckers             | 1/16 finale |
| 1996/97 | ANOVA/E&O Emmen             | 1/8 finale  |
| 1997/98 | ZeemanVastgoed/SEW          | 1/8 finale  |
| 1998/99 | ZeemanVastgoed/SEW          | 1/16 finale |
| 1999/00 | SV Nieuwegein               | 1/16 finale |
| 2000/01 | A.A.C. 1899 Arnhem          | Ronde 4     |
| 2001/02 | Omni sportvereniging Hellas | Ronde 4     |
| 2002/03 | ZeemanVastgoed/SEW          | Ronde 3     |
| 2003/04 | Omni SV Hellas, Den Haag    | Ronde 2     |
| 2004/05 | Openline/V&L Geleen         | Ronde 2     |
| 2005/06 | ZeemanVastgoed/SEW          | Ronde 2     |
| 2006/07 | HV Beeker Fusie Club        | Ronde 2     |
| 2007/08 | ZeemanVastgoed/SEW          | Ronde 3     |
| 2008/09 | Van der Voort/Quintus       | Ronde 3     |
| 2009/10 | Kiffy World/SEW             | Ronde 4     |
| 2010/11 | Huyser/E&O                  | Ronde 3     |
| 2011/12 | MizuWaA/Dalfsen             | Ronde 3     |
|         | Westfriesland/SEW           | Ronde 3     |
| 2012/13 | Quintus                     | Ronde 3     |
|         | SERCODAK/Dalfsen            | Ronde 3     |
| 2013/14 | SERCODAK/Dalfsen            | Ronde 3     |
| 2014/15 | SERCODAK/Dalfsen            | 1/16 finale |
| 2015/16 | Westfriesland/SEW           | Ronde 2     |
|         | SERCODAK/Dalfsen            | 1/16 finale |